# Chiles-Cerro Negro
Der Vulkankomplex Chiles-Cerro Negro besteht aus den beiden Stratovulkanen Chiles und Cerro Negro de Mayasquer. Sie sind im Grenzgebiet zwischen Kolumbien und Ecuador angesiedelt. Beide Vulkane besitzen eine seitlich offene Caldera. Der Chemismus der Lava ist andesitischen und dazitischen Typs. Beide Vulkane zeigen solfatarische bzw. hydrothermale Aktivität. Der Cerro Negro entstand vor ca. 12 000 Jahren, und die letzte beobachtete Eruption war 1936, doch wird diese Eruption angezweifelt, da sie möglicherweise mit einer Eruption des Reventador verwechselt wurde. Der ca. 4 km entfernte, etwas höhere (4698 m), vergletscherte Chiles brach zum letzten Mal vor 160 000 Jahren aus.

## Aktuelle Entwicklungen
Seit 2016 wurde eine Hebung des Geländes von ca. 28 mm/a bemerkt. Diese hielt bis Ende 2020 an, als sich die Position stabilisierte. Im März 2021 setzte die Hebung mit einer Rate von 32 mm/a wieder ein. Von April bis Juli steigerte sich die Hebung auf eine Rate von 106 mm/a. Sie erscheint in mindestens zwei Deformationszentren: eines südlich des Chiles und eines in der Potrerillo Caldera. Die Warnstufe verblieb bei „Gelb“. Ebenso setzten ab dem 27. Mai 2022 Schwarmbebenserien ein, die auch im Juli noch anhielten. Dabei war auch eine Tendenz zu einer Deep-Low-Frequency-Charakteristik zu sehen, die Magmenbewegung nahelegt. Die Herdtiefen waren relativ flach mit Tiefen zwischen 10 und 6 km. Aus dem Sonderbericht Nr. 2022-05 des National Geophysical Institute of Ecuador geht hervor, dass ab dem 27. Mai 2022 ein neuer Anstieg der Erdbebentätigkeit stattfand. Diese vulkano-tektonischen Erdbeben in sehr flacher (4–6 km) Lage sind von einer eine Aufwölbung des Geländes begleitet. Diese gipfelten vorläufig am 25. Juli mit einem Erdbeben der Stärke 5,6 auf der Momenten-Magnituden-Skala. Wegen der zunehmenden Aktivität des Vulkankomplexes und des andauernden Erdbebenschwarms wurde für den 17. August 2022 eine parallele Notfallübung der Hilfsorganisationen sowohl in Kolumbien als auch in Ecuador anberaumt, an der ca. 4 Millionen Einwohner im betroffenen Gebiet teilnehmen. Es wird dabei geübt, Selbstschutzmaßnahmen, Evakuierungen und das Verwenden eines Notfallrucksack in die Praxis umsetzen. Teile des Vulkankomplexes sind wegen der zunehmenden Aktivität bereits gesperrt worden. Auch im August 2022 dauerten die Schwarmbeben weiter an und intensivierten sich dabei. Ein Erdbeben der Magnitude 4,3 verursachte dabei am 19. August 2022 starken Steinschlag. Nach anfänglichem Abflauen der Schwarmbebentätigkeit lebten diese aber neu auf. Am 8. und 9. April 2023 ergaben sich z. B. 1100 Ereignisse mit flacher Herdtiefe. Nach den Einschätzungen von Experten ist ein Ausbruch eigentlich überfällig und könnte größer ausfallen. In einem Report vom 18. April teilte der kolumbianische geologische Dienst mit, dass die Anzahl der Beben weiter gestiegen sei, deren Gesamtenergie aber gesunken sei, weil die Beben sehr schwach seien. Die Deformation und die Magmenintrusion gingen aber weiter, und darum seine die Gefahr von stärkeren Erdbeben noch nicht vorbei. Die Situation werde weiter beobachtet. Nachdem die Aktivität des Vulkanes etwas nachgelassen hatte, wurde die Warnstufe von Orange auf Gelb (ungewöhnliche Aktivität) gesenkt. In der Woche vom 1. bis zum 8. August stieg aber dann die seismische Aktivität im Vergleich zur Vorwoche wieder an. Zwischen dem 5. und 7. August traten ein Erdbebenschwarm mit 8100 Beben auf. Davon 35 mit einer Stärke von 2 bis 3,5. Ebenso bestehen zunehmende Geländedeformationen. Daher müssen die Bewohner der Region auch weiterhin mit Erdbeben sowie Felsstürzen und Erdrutschen rechnen. Die Warnstufe bleibt aber weiterhin auf Gelb.